# 尾端骨類
尾端骨類 (びたんこつるい、Pygostylia) は、鳥翼類に属する恐竜の一群である。

## 定義
尾端骨類という分類群は、始祖鳥のようなより原始的な種の長くて融合していない尾とは対照的に、短くずんぐりした尾を持つすべての鳥群を包むことを目的としていた。これは1997年にSankar Chatterjeeによって命名された。ルイス・キアッペは後に尾端骨類を節に基づく分岐群、「孔子鳥科 (Confuciusornithidae) と今鳥亜綱 (Neornithes) の共通祖先とそのすべての子孫」と定義した。2001年、ジャック・ゴーティエとケビン・デ・ケイロスは、キアッペの節に基づく定義の代わりに、チャタジーの元の共有派生形質に基づく系統群の概念を使用することを推奨したが 、この推奨は一貫して守られていない。ルイス・キアッペと共著者は引き続きキアッペの定義を使用しており、多くの場合、名前の著者はチャタジーではなく、キアッペ 2001またはキアッペ 2002に基づいている。